# Naogon
Naogon è un arrondissement del Benin situato nella città di Covè (dipartimento di Zou) con 7.222 abitanti (dato 2006).